# عاصفة الثلج الكبرى 1899
عاصفة الثلج الكبرى 1899 أو الاجتياح القطبي الشمالي الكبير أو عاصفة عيد الحب الثلجية كانت عاصفة ثلجية قوية ضربت أمريكا الشمالية في 10 فبراير (شباط) 1899، وأثرت بشكل رئيسي على معظم أنحاء الولايات المتحدة وخاصة الأجزاء الواقعة شرق جبال روكي. وقد سجلت منطقة سويفت كارنت الواقعة في مقاطعة ساسكاتشوان بكندا في 11 فبراير (شباط) 1899 ضغطًا جويًا قياسيًا بلغ 31.42 بوصة زئبقية (1064 مليبار).

## التاريخ

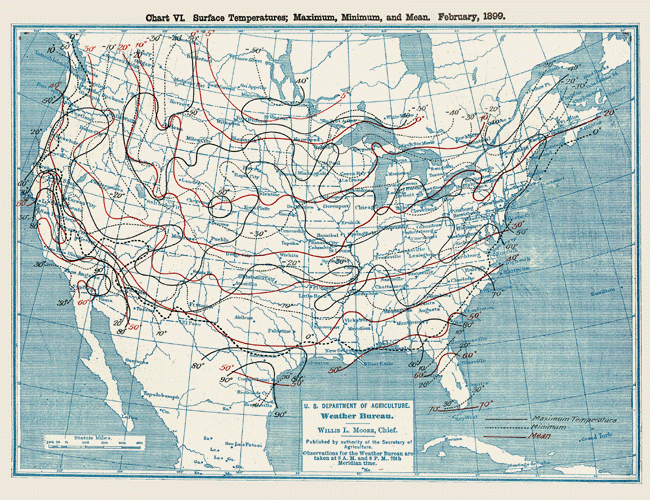
خريطة درجات الحرارة المُسجّلة في الولايات المتحدة الأمريكية خلال العاصفة الثلجية الكبرى عام 1899

كان شهر فبراير (شباط) ١٨٩٩ ثاني أبرد شهر فبراير (شباط) في تاريخ الولايات المتحدة المتجاورة بعد فبراير (شباط) عام ١٩٣٦، فقد بلغ متوسط درجة الحرارة في فبراير من ذلك العام ٢٥.٥٠ درجة فهرنهايت (-٣.٦١ درجة مئوية)، أي أبرد بمقدار ٨.٣٦ درجة فهرنهايت (٤.٦٤ درجة مئوية) من متوسط درجة الحرارة التي سُجّلت خلال الفترة من عام ١٨٩٥ إلى ٢٠١٧، والبالغ ٣٣.٨٦ درجة فهرنهايت (١.٠٣ درجة مئوية)، وأدفأ بمقدار ٠.٢٧ درجة فهرنهايت (٠.١٥ درجة مئوية) من متوسط درجة الحرارة في فبراير (شباط) ١٩٣٦.
شهدت الولايات المتحدة الأمريكية المتجاورة خلال الفترة من ديسمبر (كانون الأول) ١٨٩٨ إلى فبراير (شباط) ١٨٩٩ ثالث أبرد شتاء في تاريخها المعروف حتّى الآن، والذي يُعتبر أيضًا أبرد شتاء شهدته تلك الولايات خلال الفترة الممتدة من عام ١٩٧٨ إلى عام ١٩٧٩، وثاني أبرد شتاء في الفترة المُمتدة من عام ١٩٣٥ إلى عام ١٩٣٦، فقد بلغ متوسط درجة الحرارة خلال فصل الشتاء من عام 1899 حوالي 27.95 درجة فهرنهايت (-2.25 درجة مئوية)، وهو أبرد بمقدار 4.47 درجة فهرنهايت (2.48 درجة مئوية) من متوسط درجة الحرارة المُسجّلة خلال الفترة ما بين عامي 1895-2017، والبالغ 32.42 درجة فهرنهايت (0.23 درجة مئوية)، وأدفأ بمقدار 1.33 درجة فهرنهايت (0.74 درجة مئوية) من متوسط درجة الحرارة المُسجّل خلال شتاء 1978-1979.
عانت ولايات كانساس وميسوري ووايومنغ خلال شهر فبراير (شباط) 1899 من أقل درجات حرارة، وبالتالي من أبرد طقس شتوي شهده شهر فبراير على مدار تاريخها، كما شهدت ولايات أركنساس وكولورادو وميسيسيبي ومونتانا ونبراسكا وأوكلاهوما وداكوتا الجنوبية خلال شهر فبراير (شباط) من عام 1899 ثاني أبرد شهر فبراير في تاريخها.
رصدت المراكز الوطنية للمعلومات البيئية التابعة لحكومة الولايات المتحدة الأمريكية الانخفاضات المُسجّلة في درجات الحرارة خلال الأيام العشرة الأخيرة من شهر يناير (كانون الثاني) والأسابيع الثلاثة الأولى من شهر فبراير (شباط) 1899، والتي تباينت باختلاف المناطق المناخية.